# Rodonit

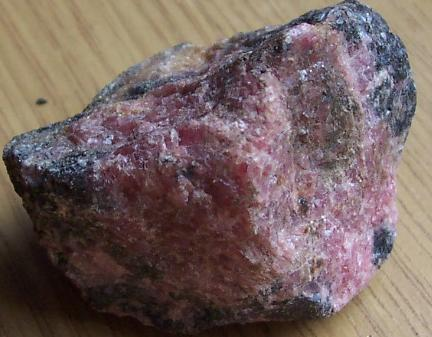
Skała z kryształami rodonitu

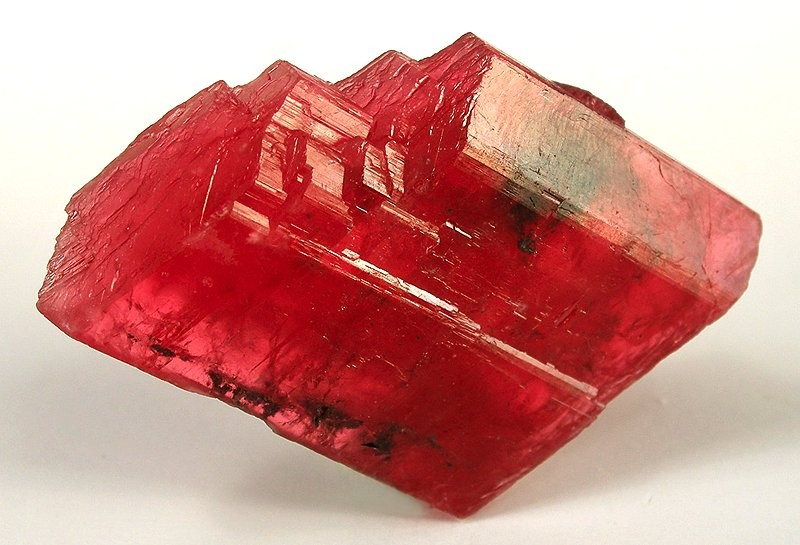
Kryształ rodonitu pochodzący z Conselheiro Lafaiete, Minas Gerais, Brazylia (5,0 x 3,2 x 1,1 cm)

Rodonit – minerał z gromady krzemianów. Należy do minerałów rzadkich, rozpowszechnionych tylko w niektórych regionach Ziemi. 
Nazwa pochodzi od gr. rhodon = róża – aluzja do barwy minerału.
Ma zwykle na podstawowym czerwonym tle, czarne, dendrytyczne wrostki tlenku manganu.

## Charakterystyka

### Właściwości
Stosunkowo rzadko tworzy kryształy tabliczkowe, słupkowe, niekiedy wykazują pojedyncze lub wielokrotne zbliźniaczenia. Zazwyczaj występuje w skupieniach zbitych, ziarnistych a sporadycznie włóknistych. Jest kruchy i przezroczysty. Czasami zawiera niewielkie ilości żelaza, magnezu, cyny.

### Występowanie
Spotykany w skałach metamorficznych: skarnach, wapieniach, marmurach.
W złożach rud manganowych, w osadach bogatych w rodochrozyt.
Miejsca występowania:
- na świecie: Rosja – rejon Świerdłowska, Ukraina, Australia (Broken Hill) – materiał zbity, dobrze wykształcone kryształy pozyskiwane w galenie; Japonia (Honsiu); Meksyk, Szwecja – (Vermland) – materiał jubilerski o pięknej różowoczerwonej barwie; Tanzania – rejon Kilimandżaro, USA – Montana, Alaska, Kalifornia. Włochy – okolice Genui, Libola, San Marcelo,

- w Polsce: mineral zbliżony składem do rodonitu stwierdzono w wapieniach manganowych pomiędzy Doliną Chochołowską i Lejową w Tatrach.

### Zastosowanie
- stanowi lokalnie rudę manganu (zawiera do 42% Mn),
- bywa używany do produkcji glazury i barwników malarskich,
- w jubilerstwie ograniczone: stosowany w postaci kaboszonów. Poszukiwane są okazy różowe, i różowoczerwone z drobnymi białymi żyłkami. Kryształy jubilerskie pochodzą przede wszystkim z Kanady i Tanzanii,
- używany jest do wyrobu drobnych przedmiotów, waz, wisiorków, naszyjników, jako kamień dekoracyjny np. okładziny stacji metra w Moskwie.